# Naurus olympiska kommitté
Naurus olympiska kommitté (IOK-kod: NRU) är en ideell organisation som representerar nauriska idrottare i IOK. Kommittén grundades 1991.